# Megumi Kurihara
Megumi Kurihara, mais conhecida como Kurihara (31 de julho de 1984) é uma jogadora de voleibol japonesa que atualmente defende a equipe Dinamo Kazan na Rússia. 
Com 1,87 m de altura, Kurihara é capaz de atingir 3,08 m no ataque e 2,95 m quando bloqueia. 
Kurihara joga na posição de ponteira. Participou de dois jogos olímpicos defendendo a seleção da japonesa: Atenas 2004 e Pequim 2008. Ela vem desde os 17 anos na seleção japonesa pela primeira vez, em 2002, a participar de uma treinar.
Os japoneses chamam-lhe “Kou”, que significa alto. A carinhosa alcunha assenta que nem uma luva ao 1,87m de Megumi Kurihara, que se estreou a nível internacional na Taça do Mundo de 2003. Todo o Japão pensou que tinha nela o factor mais importante para voltar a lutar pelo título Olímpico em Atenas 2004. No entanto, a enorme (para os padrões japoneses) atacante lesionou-se antes desse torneio e esteve quase quatro anos em tratamentos. O então treinador nipónico, Yanagimoto, recebeu-a de braços abertos, voltando a ser a peça-chave da selecção. Com o novo técnico o peso da “Princesa Megu” (outra alcunha) é capaz de ser menor. E talvez que isso contribua para que a performance individual aumente. Kurihara é tida como muito teimosa, levando-se sempre aos limites. Na Taça dos Grandes Campeões quem sabe se não iremos assistir ao renascer em definitivo desta agora senhora de 25 anos, que nasceu na pequena ilha de Nomi, ao largo de Hiroshima, e aos treze anos se mudou para o colégio de Yamaguchi, o viveiro das estrelas do voleibol no País do Sol Nascente.

## Clubes
| Clube                      | País   | De   | Até  |
| -------------------------- | ------ | ---- | ---- |
| Kanokawa Elementary School | Japão  |      | 1997 |
| Nomi Junior High School    | Japão  | 1997 | 1998 |
| Otsu Junior High School    | Japão  | 1998 | 2000 |
| MitajiriJoshi High School  | Japão  | 2000 | 2003 |
| NEC Red Rockets            | Japão  | 2003 | 2004 |
| Pioneer Red Wings          | Japão  | 2004 | 2011 |
| Dinamo Kazan               | Rússia | 2011 | 2012 |
| Okayama Seagulls           | Japão  | 2012 | 2014 |
| Hitachi Rivale             | Japão  | 2014 | 2018 |
| JT Marvelous               | Japão  | 2018 | 2019 |

## Carreira
O vôlei entrou na vida de Kurihara por influência de sua família, mas desde pequena Kurihara foi treinada por seu pai, Kouzi. Kurihara começou a jogar vôlei como um aluno da quarta série, seu pai era o técnico. Aos 7 anos de idade, menina recebe o prêmio de melhor MVP que a jogar vôlei no Kanokawa Elementary School da escola. A estudante de sétima série, tenho 176 cm de altura, se transferido para Nomi Junior High School ao time de vôlei do clube, em 1997. Longe de seus pais, em junho de 1998, o estudante de oitava série, transferido para Otsu Junior High School, em Himeji.  Alguns anos que já títulos de seus campeões quando criança e jovem também recebe os prêmios de melhores.
Em 2000 se transferiu para o Mitajiri girls' high school de estudar o voleibol, onde disputado por Masaru Masaru. A jovem fez um bom jogo e conquista o título de campeã do disputado naquele desde 2001, foi eleita melhor jogadora e maior pontuadora. Em 2002, Kurihara é a nova capitã pela primeira vez, foi vice-campeã do Masaru Masaru e eleita a melhor jogadora do torneio. Logo foi convocada para seleção japonesa, comandado pelo técnico do Japão, Masahiro Yoshikawa.
Em 2003, Kurihara se transferiu para a equipe do NEC Red Rockets, campeão do Liga japonesa, do V-League. Em maio naquele ano, foi eleita a Prêmio de liderança jovem do kurowashi. A Copa do Mundo de Vôlei, em novembro de 2003, Kurihara tem 19 anos combina com a Kana Oyama. 
A atleta que conquistou apenas o quinto lugar na Olimpíada de Atenas 2004. Em outubro de 2004, o assunto em renunciar do NEC Red Rockets. "Vôlei estilo do NEC, seu próprio estilo não é agradável”, foi a principal razão para isso. Em seguida, ela acertou sua transferência para a Campeonato Italiano de Voleibol, mas então ela se juntou ao Pioneer Red Wings em novembro de 2004. 
Liga Japonesa em 2004/05, campeonato não foi capaz de participar de uma reunião para regra que a "jogadora (Kurihara) que assinou por um clube após o início de uma temporada não pode participar do jogo do campeonato", para 2004-05 temporada. Até o mês de maio, Kurihara pode participar do Pioneer em partida realizada a próxima kurowashi, que conquistou a medalha de ouro, Kurihara é um dos vencedores seis prêmios de melhor jogadora na premiação do Kurowashiki Tournament 2005. 
Após o torneio, o técnico Arie Selinger foi afastado do confronto com o time, em agosto retornar à equipe, será a abertura da temporada da Liga Japonesa 2005/06. A premiação, Kurihara ganhou seis prêmios de MVP para a melhor jogadora, que conquistou o título de campeão da Liga Japonesa 2005/06. Atleta luta é vice-campeã do ‘V-League Japão vs Coréia do Sul’ em 2006. Kurihara é chamada de volta para a seleção japonesa de vôlei, se machucou a fratura um osso no dedo do pé esquerdo está fora do Grand Prix. A jogadora terá que passar por cirurgia e ficará cerca de seis meses afastado da seleção.
Na temporada de 2006/2007 pela equipe de Pioneer Red Wings, conquistou o terceiro lugar da Liga Japonesa de Voleibol, Kurihara foi eleita o melhor saque. A ponteira Megumi Kurihara é eleita o MVP (jogador mais valioso, em inglês) das finais da Kurowashi 2007, quando Pioneer venceu o terceiro lugar sobre o Toray por 3 sets a 2. O ano de 2007 marca a volta de Kurihara para a seleção Japonesa de vôlei, mostra a todos os nove jogos que está jogando em marcar de 125 pontos no melhor marcador do Grand Prix com nona lugar. Kurihara foi campeã do Asiático.
Em 2008, a ponteira Kurihara é a melhor saque e maior pontuadora do Grand Prix, seleção japonesa ocupar o sexto lugar. Com seleção japonesa, Megumi Kurihara ficou em quinto lugar nas Olimpíadas de Pequim. A equipe de Pioneer, Kurihara foi a melhor jogadora e melhor atacante, que conquistou a campeã do Empress's Cup. Ela também é vice-campeã da Copa do Imperador 2008. Megumi Kurihara ganhou três prêmios de ‘beleza’ no Beauty Week Award 2008, com a cerimônia de premiação em 3 de setembro. Em dezembro de 2008, contrato de dois anos com a assessoria da “DESCENTE”, a fabricante de artigos esportivos, se ofereceu para receber formação e treinamento.
Kurihara, que ganhou a confiança da torcida com muitos pontos durante toda a partida, recebeu o prêmio de melhor saque na Liga Japonesa 2008/2009. Publicado em 2009, Masayoshi Manabe é o novo técnico da seleção Japonesa, deve escolher Megumi Kurihara como nova vice-capitã. Com a seleção, ela conquistou o vice-campeão do Yeltsin Cup e terceiro lugar do Asiático.
Em 2010 foi realizada cirurgia após lesão na Copa dos Campeões para jogo contra a brasileira no dia 11 de novembro do ano passado, recebendo remédio, que o afastou da Liga Japonesa já começou o dia 28 de novembro, ela retorna em 9 de janeiro. Mas, a dor não puxar de um joelho esquerdo em 20 de fevereiro, e já chegou o limite para operação do joelho esquerdo logo no hospital dentro de Tóquio em 16 de março. Ela tenha cuidado com joelho por três meses, e mais tarde durante o treinamento de reabilitação.
Veio a confirmação que convoca Kurihara, mas não vá para o Grand Prix, que continua a reabilitação com a ferida do joelho esquerdo "estava se preparando para o Mundial e retorno", ela disse. Em Julho de 2010 foi nomeada nova capitã da equipe da Pioneer. Kurihara está de volta para disputou o Campeonato Mundial de Voleibol Feminino de 2010, realizado no Japão, lutou que conquistou a medalha de bronze após vencer a seleção dos Estados Unidos na disputa pelo 3º lugar.  
O ano de 2011, Kurihara sofre uma lesão após venceu o Denso por 3 sets a 2 pela segundo rodada para o segundo turno da Liga Japonesa. Ela pode passar de novo por cirurgia no joelho esquerdo, que deve afasta das quadras por três meses. Kurihara envia mensagem de apoio e ajuda às vítimas do terremoto no Japão. Kurihara é a convoca para defender seleção Japonesa que foi a principal, mas está atualmente em reabilitação que não irá participar do Grand Prix e Copa do Mundo. Ela ganha prêmio do 'Prêmio Conquista de Uma Vida' no Comitê Olímpico Japonês. Em 16 de junho, ela se despede da Pioneer Red Wings. Ela foi transferido a ser anunciado em setembro, resolveu dar preferências a times europeus assinando contrato de um ano com o time russo Dinamo Kazan.
Nesta temporada 2012, Kurihara jogou pela equipe Kazan em 17 jogos do campeonato da Rússia (1º lugar) e em sete partidas da Liga dos Campeões (1º lugar - vagas nos playoffs). No total, ela tem 67 pontos (17 aces, 44 de ataque e 6 blocos). Hoje, ela deixou o clube e retornou ao Japão, mas aconteceu que ela sair por motivos familiares, voltou para casa em Hiroshima. No Japão, Kurihara deixar por um período indeterminado e com a permissão do clube, com a qual ela se conecta o contrato é válido até maio de 2012. "Megumi precisa ficar em casa, onde há um problema. Eles não têm ontem, mas pedimos a menina japonesa terminar a temporada, mas finalmente percebi que Kurihara é liberado para a pátria. Ela ainda pode voltar à equipe, mas duvido. Kurihara era difícil competir com Lesya Makhno por um lugar na equipe titular. Se a situação o permitir, Megumi retorna à equipe para os playoffs - lidar com ela, não é rasgado", explicou o técnico Rishat Gilyazutdinov.

## Títulos
- Campeã do Yamaguchi National Athletic 2000
- Campeã do Yamaguchi National Athletic 2001
- Campeã do Masaru Masaru 2001
- Vice-campeã do Masaru Masaru 2002
- Campeã da Campeonato Kurowashi 2005
- Campeã da Liga Japonesa de Voleibol 2005/2006
- Vice-campeã da Liga Japão-Coréia do Sul 2006
- Terceiro lugar da Liga Japonesa de Voleibol 2006/2007
- Terceiro lugar do Campeonato Kurowashi 2007
- Campeã do Campeonato Asiático de Voleibol Feminino 2007
- Campeã do Empress's Cup 2008
- Vice-campeã da Copa do Imperador 2008
- Vice-campeã do Yeltsin Cup 2009
- Terceiro lugar do Campeonato Asiático de Voleibol Feminino 2009
- Terceiro lugar do Campeonato Mundial de Voleibol Feminino de 2010

### Prêmios individuais
- 2001 Masaru Masaru de Voleibol - melhor jogadora
- 2001 Masaru Masaru de Voleibol - maior pontuadora
- 2002 Masaru Masaru de Voleibol - melhor jogadora
- 2003 Campeonato Kurowashi - Young Eagle Award
- 2005 54th Kurowashiki Tournament - A premiação dos vencedores seis prêmios de MVP
- 2006 12th Liga Japonesa de Voleibol - A premiação dos vencedores seis prêmios de MVP
- 2006-07 Liga japonesa de voleibol - melhor saque
- 2007 Campeonato Kurowashi 2007 - melhor jogadora
- 2008 Grand Prix de Voleibol de 2008 - melhor saque
- 2008 Grand Prix de Voleibol de 2008 - maior pontuadora
- 2008 Princess Cup de voleibol - melhor jogadora
- 2008 Princess Cup de voleibol - melhor atacante
- 2008-09 Liga japonesa de voleibol - melhor saque

### Prêmios outros
- 2008 Beauty Week Award: Três prêmios de 'beleza'
- 2010 Comitê Olímpico Japonês: Um prêmio de 'Prêmio Conquista de Uma Vida'